# Torpedo macneilli
Torpedo macneilli är en rockeart som först beskrevs av Gilbert Percy Whitley 1932.  Torpedo macneilli ingår i släktet Torpedo och familjen darrockor. IUCN kategoriserar arten globalt som otillräckligt studerad. Inga underarter finns listade i Catalogue of Life.